# Osiedle Kolejowa
Osiedle Kolejowa – osiedle miasta Szydłowca, położone w jego południowo-wschodniej części. Pełni funkcje przeważnie mieszkalne, ale także kulturalne, w mniejszym stopniu handlowo-usługowe. Obejmuje obszar w kwartale ulic: Iłżecka – Indiańska Droga Sat-Okha – Kolejowa – ulica bez nazwy ul. Kolejowa–ul. Kościuszki – Kościuszki – ulica bez nazwy ul. Kościuszki–ul. Kolejowa – Kolejowa – Chopina. Od północy graniczy z Zapłotkami, od zachodu z Plebańskim Przedmieściem i Podgórzem, od południa z os. Powstańców, a od wschodu z Dąbrową. Nazwa osiedla pochodzi od jego głównej drogi, ul. Kolejowej.

## Układ urbanistyczny
Przeważa zabudowa wielorodzinna bloków mieszkalnych z cegły i z wielkiej płyty. W tkance urbanistycznej osiedla znajdują się również domy jednorodzinne oraz budynki użyteczności publicznej i handlowo-usługowej. Osiedle podzielone jest na dwie części, które przecina główna ulica tej części miasta, ul. Kolejowa:
- północną – os. Kolejowa I,
- południową – os. Kolejowa II (wraz z „os. Moniuszki”).

Na osiedlu znajduje się przystanek autobusowy Szydłowiec – os. Kolejowa (ul. Kolejowa 6).

## Historia
Osiedle zostało zaprojektowane w drugiej połowie lat 60. XX w., a jego budowę rozpoczęto w następnej dekadzie. Pierwsze domy wielorodzinne os. Kolejowa I powstawały z cegły. Budowę bloków mieszkalnych z wielkiej płyty zakończono na początku lat 80. XX w. Inwestycję zrealizowała Szydłowiecka Spółdzielnia Mieszkaniowa, która na przełomie XX i XXI w. wybudowała na osiedlu bloki mieszkalne z cegły. W centralnym rejonie osiedla wybudowano w drugiej połowie lat 70. biurowiec spółdzielni mieszkaniowej, mieszczący w sobie Spółdzielczy Dom Kultury „Górnik” oraz biura wielu organizacji społecznych (m.in. ZHP). W owym czasie w jego sąsiedztwie wybudowano również pawilon handlowy oraz harcówkę. Na osiedlu umieszczono budynek przedszkola.
W 2013 zakończono budowę i uruchomiono Regionalne Centrum Biblioteczno-Multimedialne. W latach 20. XXI w. wybudowano dwa bloki mieszkalne o nazwie handlowej „Osiedle Moniuszki”.

## Infrastruktura
- Regionalne Centrum Biblioteczno-Multimedialne – ul. Kolejowa 9b,
- Przedszkole Samorządowe nr 1 im. Tęczowego Misia – ul. Wschodnia 9,
- Szydłowiecka Spółdzielnia Mieszkaniowa – ul. Kolejowa 9,
- biuro koła Samoobrony RP – ul. Wschodnia 4A.

## Ulice
- Chopina, Fryderyka (dawn. Plebańskie Przedmieście),
- Iłżecka: od skrzyżowania z ul. Chopina,
- Kolejowa: od skrzyżowania z ul. Chopina do skrzyżowania z ulicą bez nazwy ul. Kolejowa–ul. Kościuszki,
- Moniuszki, Stanisława
- Osiedlowa (nazwa pot.): nienazwana droga ul. Kolejowa–ul. Moniuszki,
- Sadowa,
- Wschodnia: do skrzyżowania z ul. Iłżecką (dawn. Zapłotki).